# Джон Сміт (лідер Лейбористської партії)
Джон Сміт (англ. John Smith; 13 вересня 1938, Далмаллі, Шотландія — 12 травня 1994, Лондон, Англія) — колишній британський політик-лейборист. Був лідером партії з липня 1992 і до своєї смерті від серцевого нападу в травні 1994 року. Він вперше потрапив до парламенту в 1970 році, був міністром торгівлі з 1978 до 1979, а потім канцлером скарбниці тіньового уряду Ніла Кіннока з 1987 до 1992.